# 노크 (2012년 영화)
"노크"는 2012년에 개봉한 대한민국의 영화이다. 2012년 8월 10일 금요일 밤 11시에 MBN을 통해 방영되다가  11월 29일에 극장에서 상영되었다.

## 캐스팅
- 서우 : 이정화 역
- 현성 : 김도혁 역
- 백서빈 : 박경민 역
- 주민하 : 송성주 역
- 은우 : 서현아 역
- 송희정 : 조소과여교수 역
- 승의열 : 부동산중개인 역
- 하은설 : 경민 여자 친구 역
- 노연희 : 조소과 여대생 1 역
- 이병규 : 여중생 부 역
- 한을희 : 재벌남 역
- 황유진 : 학생 1 역
- 황수현 : 학생 2 역